# Mercedes-Benz O309

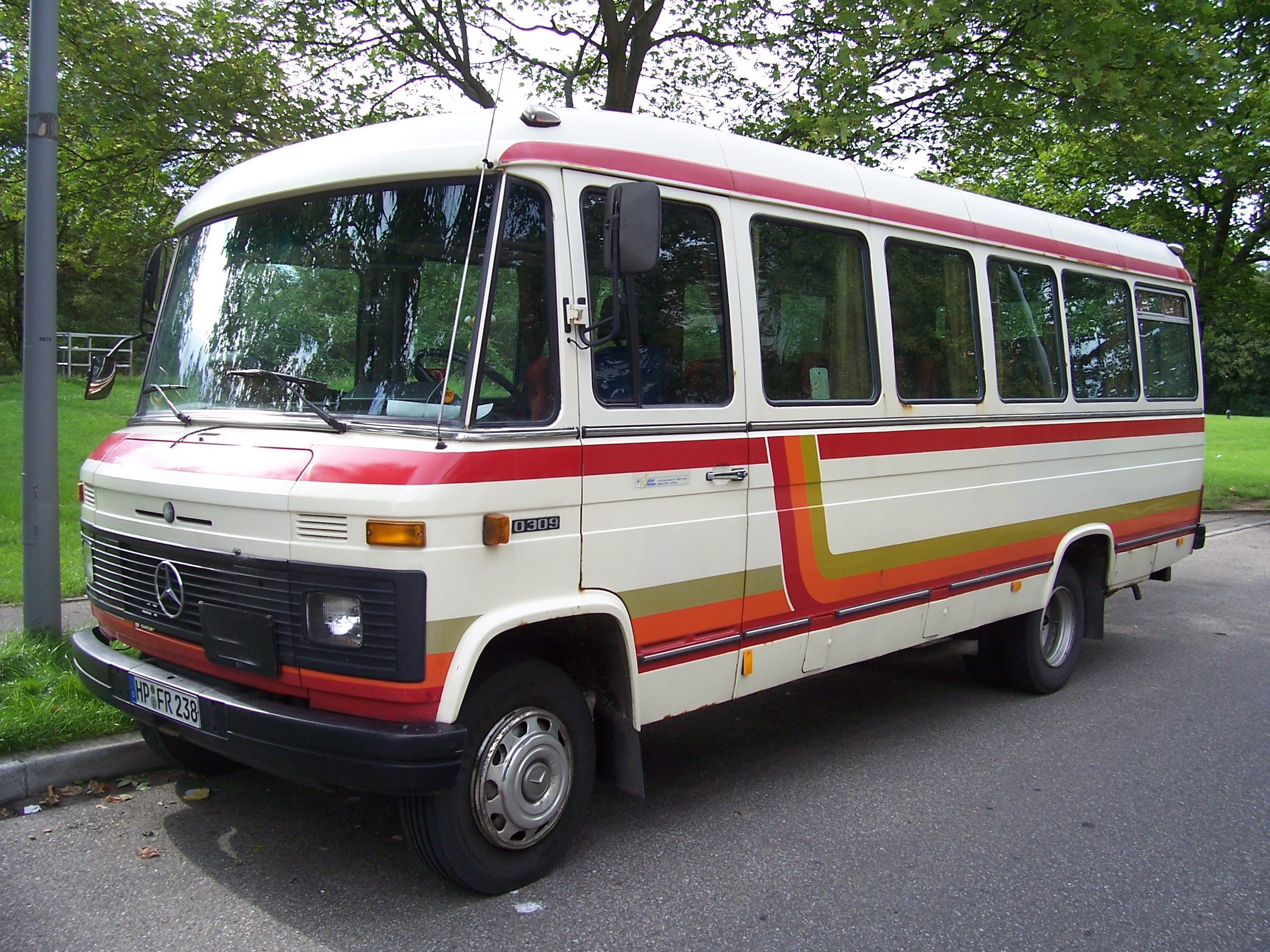
Mercedes-Benz O309 versiunea cu 24 de locuri.

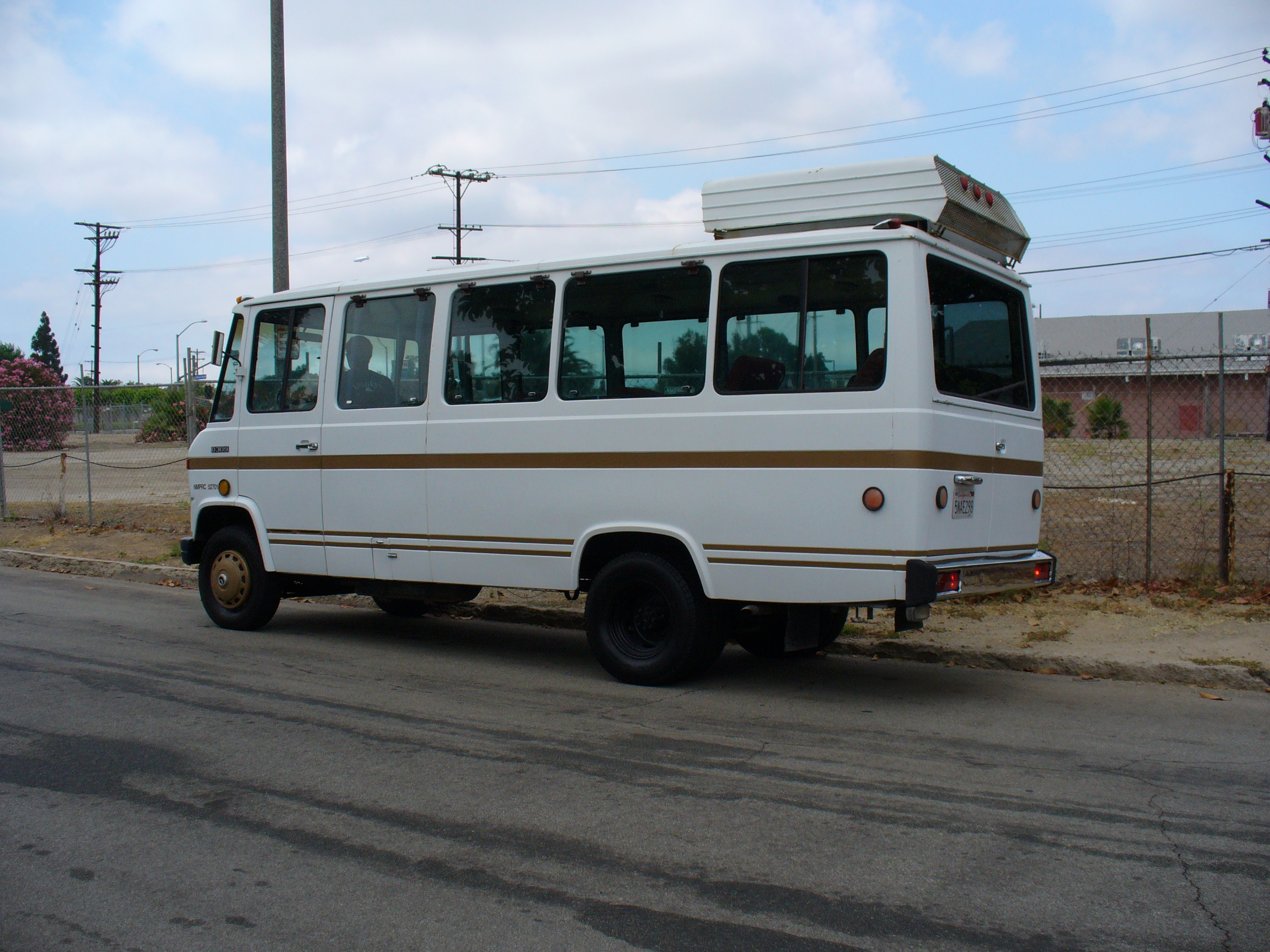
Vedere din spate Mercedes-Benz O 309.

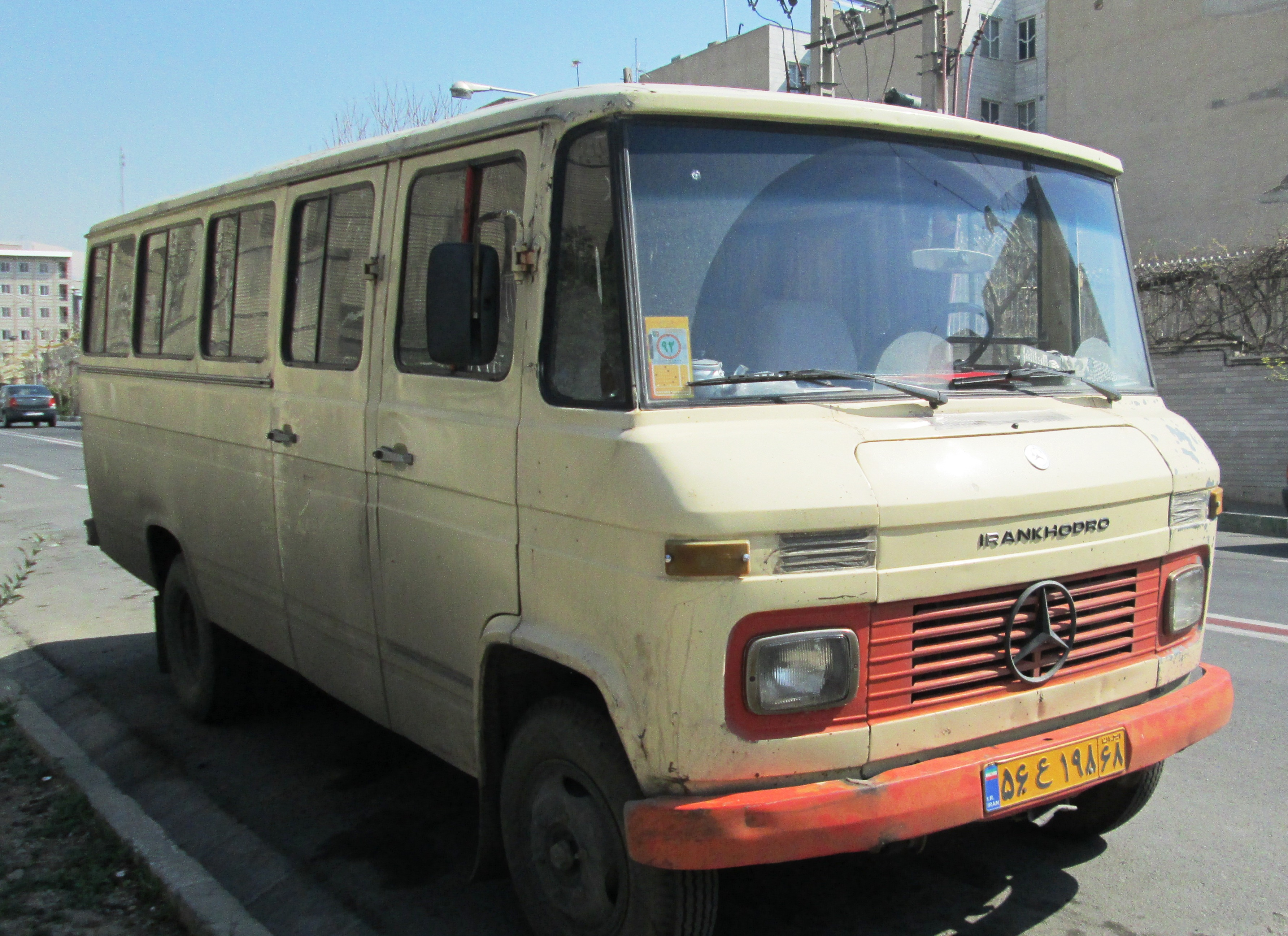
Iran Khodro Minibus diesel O511.

Mercedes-Benz O309 este versiunea de microbuz a modelului Düsseldorfer Transporter (Mercedes-Benz T2), o furgonetă de mari dimensiuni, disponibilă începând cu anul 1967. Pe parcursului perioadei sale de producție, acesta a primit 10 tipuri diferite de motorizare, cu 4 sau 6 cilindri, cu puteri de la 55 la 130 CP. O309 este succesorul lui O319, și predecesorul celei de-a doua generații a seriilor Mercedes-Benz T2 și modelului Vario. Denumirile associate de producător șasiurilor disponibile în această serie sunt  309, 310 și 313.

## Modele
O 309 Diesel (1967-1986)
| Model                               | Motor      | Cilindri | Capacitate cilindrică | Putere max@ rot/min-1−1                     | Torsiune max.@ rot/min−1 | Ani                        |
| ----------------------------------- | ---------- | -------- | --------------------- | ------------------------------------------- | ------------------------ | -------------------------- |
| O 309 (20D) / 406 D                 | OM 621     | I4       | 1988 cc               | 40 kW (55 cp) / 4350                        | 113 Nm / 2400            | 1967                       |
| O 309 (22D) / 406 D                 | OM 615 /22 | I4       | 2197 cc               | 44 kW (60 cp) / 4200                        | 126 Nm / 2400            | 1968–1974                  |
| O 309 (24D) / 407 D                 | OM 616     | I4       | 2404 cc               | 48 kW (65 cp) / 4200                        | 137 Nm / 2400            | 1974–1982                  |
| O 309 (24D) / 407 D                 | OM 616     | I4       | 2399 cc               | 53 kW (72 cp) / 4400                        | 137 Nm / 2400            | 1982-1986                  |
| O 309 (38D) / 408 D / 508 D / 608 D | OM 314     | I4       | 3758 cc               | 63 kW (85 cp) / 2800 (59 kW (80 cp) / 2800) | 172 Nm / 2400            | 1968–1986 (408D 1968-1972) |
| O 309 (56D) / 613 D                 | OM 352     | I6       | 5600 cc               | 96 kW (130 cp) / 2800                       | 363 Nm / 2000            | 1977–1986                  |

O 309 Benzină  (1967-1986)
| Model             | Motor    | Cilindri | Capacitate cilindrică | Putere max@ rot/min-1−1 | Torsiune max.@ rot/min−1 | Ani       |
| ----------------- | -------- | -------- | --------------------- | ----------------------- | ------------------------ | --------- |
| O 309 (20B) / 408 | M 121    | I4       | 1988 cc               | 59 kW (80 cp) / 5000    |                          | 1967      |
| O 309 (22B) / 408 | M 115/22 | I4       | 2197 cc               | 63 kW (85 cp) / 5000    |                          | 1968–1974 |
| O 309 (23B) / 409 | M 115/23 | I4       | 2307 cc               | 66 kW (90 cp) / 4800    | 160 Nm / 2000            | 1974–1982 |
| O 309 (23B) / 410 | M 102    | I4       | 2299 cc               | 70 kW (95 cp) / 5200    | 170 Nm / 2500            | 1982–1986 |